# Nemanja Beloš
Nemanja Beloš (serbisch-kyrillisch Немања Белош; * 8. Juni 1994 in Novi Sad, Bundesrepublik Jugoslawien) ist ein serbisch-österreichischer Handballspieler.

## Karriere
Der 1,92 Meter große Rückraumspieler lief bis zur Saison 2015/16 für RK Jugović Kać in seiner Heimat auf. In der Saison 2016/17 wurde der Serbe, nach Problemen beim Vertragsschluss, von Bregenz Handball für die Handball Liga Austria verpflichtet. Seit 2017/18 steht der Rechtshänder bei der HSG Graz unter Vertrag. In der Saison 2018/19 und 2022/23 erzielte Beloš die meisten Tore im Grunddurchgang der Handball Liga Austria. Im Mai 2025 wurde der Rückraumspieler für die restliche Saison an den Al-Arabi Sports Club verliehen.
Nachdem er die österreichische Staatsbürgerschaft angenommen hatte, debütierte er am 29. Dezember 2023 für die österreichische Nationalmannschaft. Er stand im Aufgebot für die Europameisterschaft 2024 und die Handball-Weltmeisterschaft der Männer 2025.

## Saisonstatistik

### HLA Meisterliga
| 2016/17   | Bregenz Handball                                                | HLA Meisterliga                                                 | 019                                                             | 57                                                              | 0/0                                                             | 57                                                              |                                                                 |                                                                 |                                                                 |                                                                 |
| 2017/18   | HSG Graz                                                        | HLA Meisterliga                                                 | 025                                                             | 169                                                             | 2/2                                                             | 167                                                             |                                                                 |                                                                 |                                                                 |                                                                 |
| 2018/19   | HSG Graz                                                        | HLA Meisterliga                                                 | 028                                                             | 159                                                             | 29/35                                                           | 130                                                             |                                                                 |                                                                 |                                                                 |                                                                 |
| 2019/20   | Saison aufgrund der COVID-19-Pandemie in Österreich abgebrochen | Saison aufgrund der COVID-19-Pandemie in Österreich abgebrochen | Saison aufgrund der COVID-19-Pandemie in Österreich abgebrochen | Saison aufgrund der COVID-19-Pandemie in Österreich abgebrochen | Saison aufgrund der COVID-19-Pandemie in Österreich abgebrochen | Saison aufgrund der COVID-19-Pandemie in Österreich abgebrochen | Saison aufgrund der COVID-19-Pandemie in Österreich abgebrochen | Saison aufgrund der COVID-19-Pandemie in Österreich abgebrochen | Saison aufgrund der COVID-19-Pandemie in Österreich abgebrochen | Saison aufgrund der COVID-19-Pandemie in Österreich abgebrochen |
| 2020/21   | HSG Graz                                                        | HLA Meisterliga                                                 | 022                                                             | 188                                                             | 25/28                                                           | 163                                                             |                                                                 |                                                                 |                                                                 |                                                                 |
| 2021/22   | HSG Graz                                                        | HLA Meisterliga                                                 | 023                                                             | 171                                                             | 24/29                                                           | 147                                                             |                                                                 |                                                                 |                                                                 |                                                                 |
| 2022/23   | HSG Graz                                                        | HLA Meisterliga                                                 | 028                                                             | 192                                                             | 34/43                                                           | 158                                                             |                                                                 |                                                                 |                                                                 |                                                                 |
| 2023/24   | HSG Graz                                                        | HLA Meisterliga                                                 | 016                                                             | 080                                                             | 12/16                                                           | 068                                                             |                                                                 |                                                                 |                                                                 |                                                                 |
| 2024/25   | HSG Graz                                                        | HLA Meisterliga                                                 | 025                                                             | 147                                                             | 11/16                                                           | 136                                                             |                                                                 |                                                                 |                                                                 |                                                                 |
| 2016–2025 | gesamt                                                          | HLA Meisterliga                                                 | 186                                                             | 1163                                                            | 137/169 (81 %)                                                  | 1026                                                            |                                                                 |                                                                 |                                                                 |                                                                 |

## Erfolge
1× Österreichischer Supercupsieger (mit Bregenz Handball)